# 柏木庫治
柏木 庫治（かしわぎ くらじ、1888年〈明治21年〉8月3日 – 1977年〈昭和52年〉9月15日）は、昭和期の宗教家、政治家。参議院議員（2期）。

## 経歴
東京府出身。中津中学校を修了した。
1935年（昭和10年）天理教校講師に就任。以後、天理教本部教学審議会委員長、同集会予算委員長、同東京教務支庁主事、同東中央分教会長、同文教部理事などを歴任した。
1947年（昭和22年）4月の第1回参議院議員通常選挙に全国区から無所属で出馬して初当選。1953年（昭和28年）4月の第3回参議院議員通常選挙に全国区から緑風会公認で出馬して再選（補欠、任期3年）されたが、栃木県佐野市の投票所で候補者平林剛の所属政党名の誤記があったことにより、1954年（昭和29年）9月24日、最高裁判所の上告審判決により佐野市での選挙が無効となり、柏木を含めた6名が失格した。そのため、同年10月17日、佐野市で再選挙が行われ、改めて当選が確定した。この間、参議院図書館運営委員長、同選挙法改正に関する特別委員長などを務め、参議院議員に連続2期在任した。
1964年（昭和39年）秋の叙勲で勲二等瑞宝章受章。
1977年（昭和52年）9月15日死去、89歳。死没日をもって従四位に叙される。

## 脚註